# Taphrina pruni-subcordatae
Taphrina pruni-subcordatae är en svampart som först beskrevs av Sanford Myron Zeller, och fick sitt nu gällande namn av Mix 1936. Taphrina pruni-subcordatae ingår i släktet Taphrina och familjen häxkvastsvampar.   Inga underarter finns listade i Catalogue of Life.